# Якість корисної копалини
Якість корисної копалини (рос. качество полезного ископаемого, англ. quality of minerals, нім. Qualität f eines nutzbaren Minerals) — сукупність властивостей частини гірського масиву, що містить корисні компоненти (або компонент). Розрізняють фізичні (вологість, густина та ін.), механічні (твердість, міцність та ін.), хімічні (окиснюваність, радіоактивність та ін.) властивості, а також речовинний склад (гранулометричний склад, вміст корисних компонентів та ін.). Я.к.к. регламентується технічними умовами або державним стандартом.
- У вугільній промисловості Я.к.к. визначається в першу чергу наявністю у видобутому вугіллі і продуктах збагачення золи, вологи та сірки

- У гірничорудній промисловості Я.к.к. визначається відсотковим вмістом у видобутій руді (і продуктах збагачення) корисних компонентів (металів).

- У нафтовій промисловості — якість запасів нафти (газу) — параметр, який характеризує як питомий розподіл запасів по площі і розрізу, так і розподіл ємнісно-фільтраційних властивостей пласта і фізико-хімічних властивостей нафти (газу). Розподіл запасів розрізняють за величиною, глибиною залягання покладів, можливістю наявності нафтових, газових і газоконденсатних покладів, продуктивністю, фізико-хімічними властивостями нафти і газу тощо.